# Biograf Forum

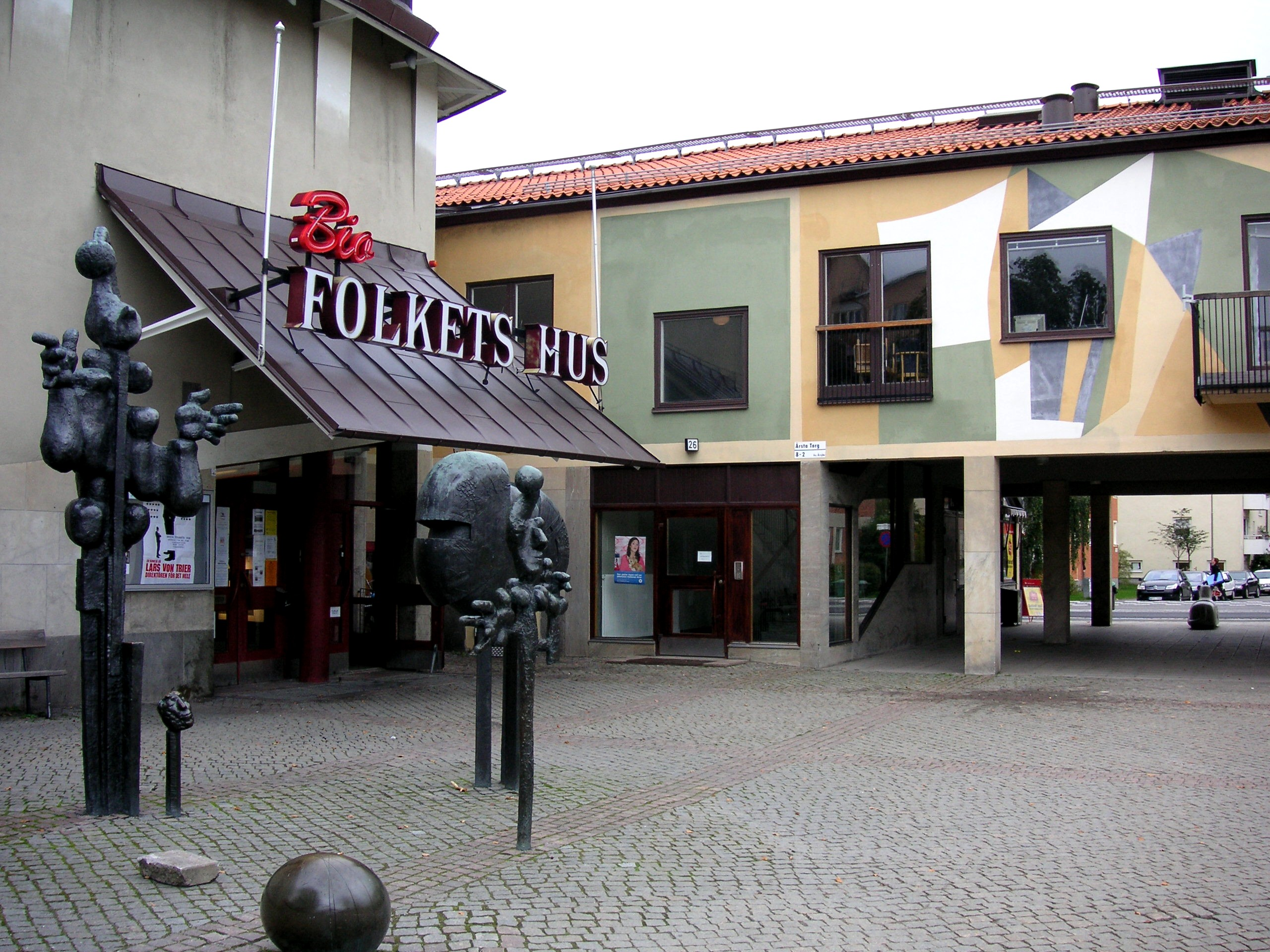
Entrén i september 2007.

Forum var en biograf på Årstaplan i Årsta centrum i stadsdelen Årsta, södra Stockholm. Biografen invigdes i oktober 1951 och upphörde i maj 1972. Därefter blev lokalen ombyggd till "Folkets hus", där man några gånger i månaden visar även film.

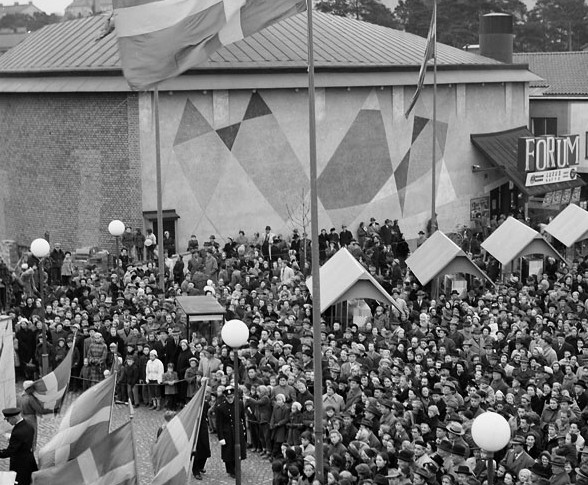
Invigning av Årsta centrum den 1 november 1953 framför "Forum".

Biografen "Forum" ritades liksom övriga centrumanläggningen av arkitekterna Erik och Tore Ahlsén. De gestaltade även de abstrakta motiven på fasaderna. Forum var en satsning som hörde till stadsplanekonceptet för Årsta. Konceptet innebar i korthet att olika byggnader för kommersiell, social och kulturell service skulle uppföras kring torget för att betjäna Årstas invånare. 
Verksamheten i "Forum" öppnade den 19 oktober 1951, alltså två år innan Årsta centrum invigdes. Forum användes redan från början till andra ändamål än filmvisning, exempelvis gudstjänster, teaterföreställningar och skolavslutningar. För teaterföreställningar fanns särskilda scenutrymmen.
Över entréns skärmtak lyste ordet "Forum" i stora röda neonbokstäver (numera står det “Folkets hus“). Foajén är svängd och ligger under bakre delen av salongen. På golvet ligger kolmårdsmarmor. Salongen hade starkt sluttande parkett och plats för 600 besökare. Väggarna är klädda med rött tegel och taket utformades som ett vitmålat valv. Valvet är ett lätt innertak som hänger i tusentals trådar. Konstruktionen gav en utsökt akustik. Den konstnärliga utsmyckningen bestod bland annat av en stor väggmålning av Uno Vallman (den finns ännu kvar). 
När bion invigdes 1951 var det Stockholms första nya biograf sedan Rios (vid Hornstull) tillkomst 1943.
"Forum" drevs av Sveriges Folkbiografer som lade ner sin verksamhet 1972. Bakre delen av den ursprungliga salongen fungerar numera som biografsalong med 210 platser.

## Interiörbilder

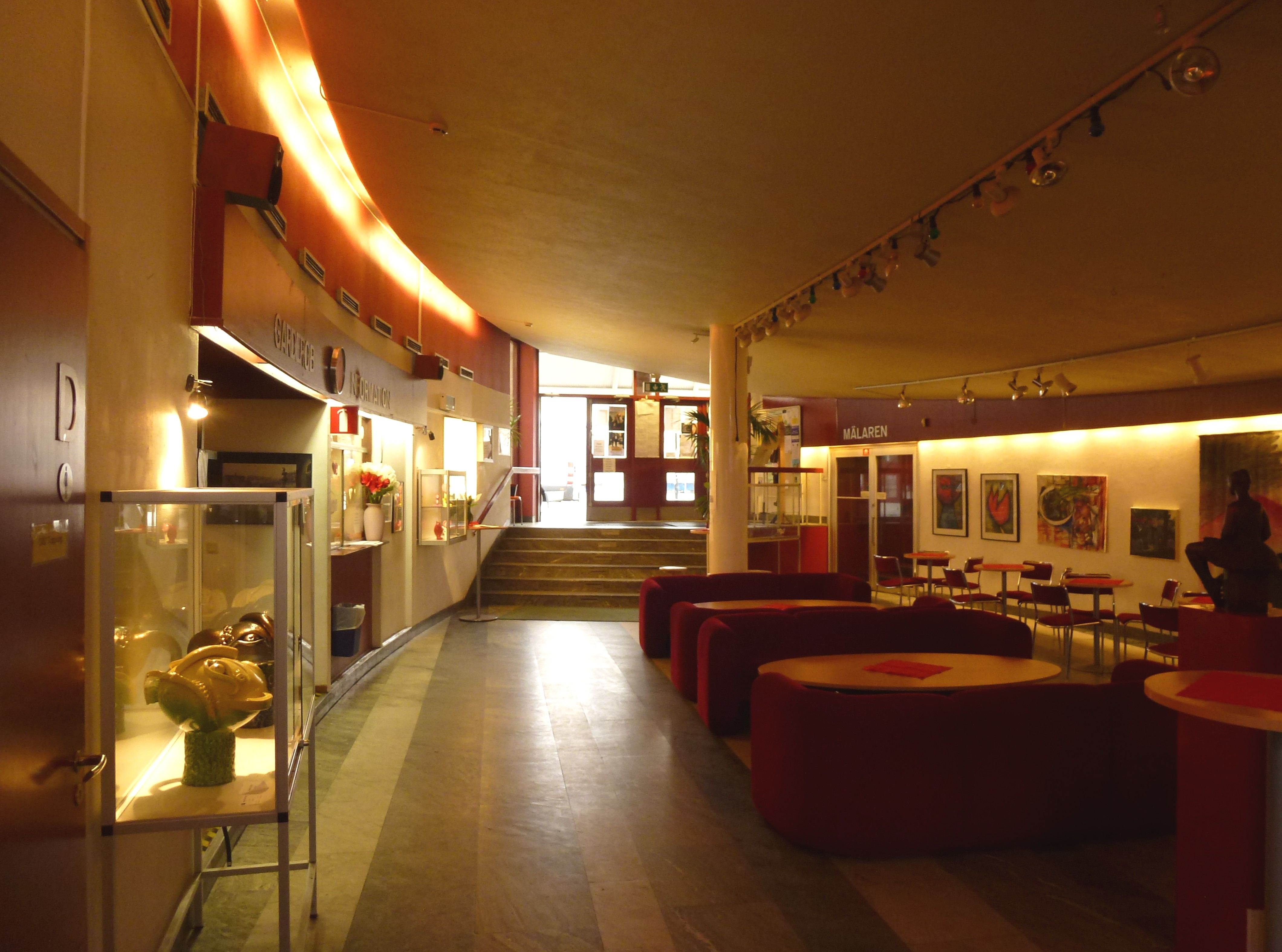
Forums foajé
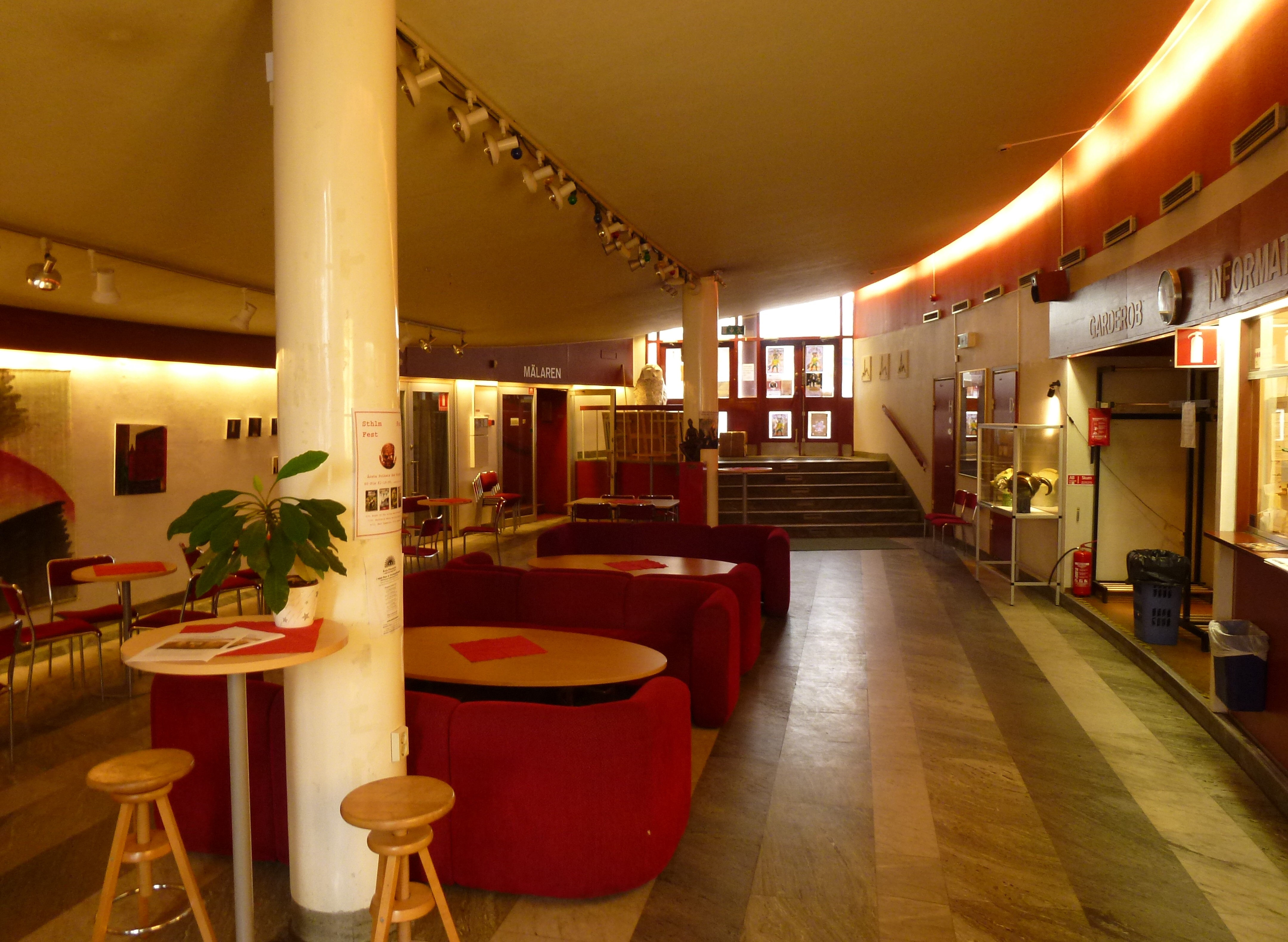
Forums foajé
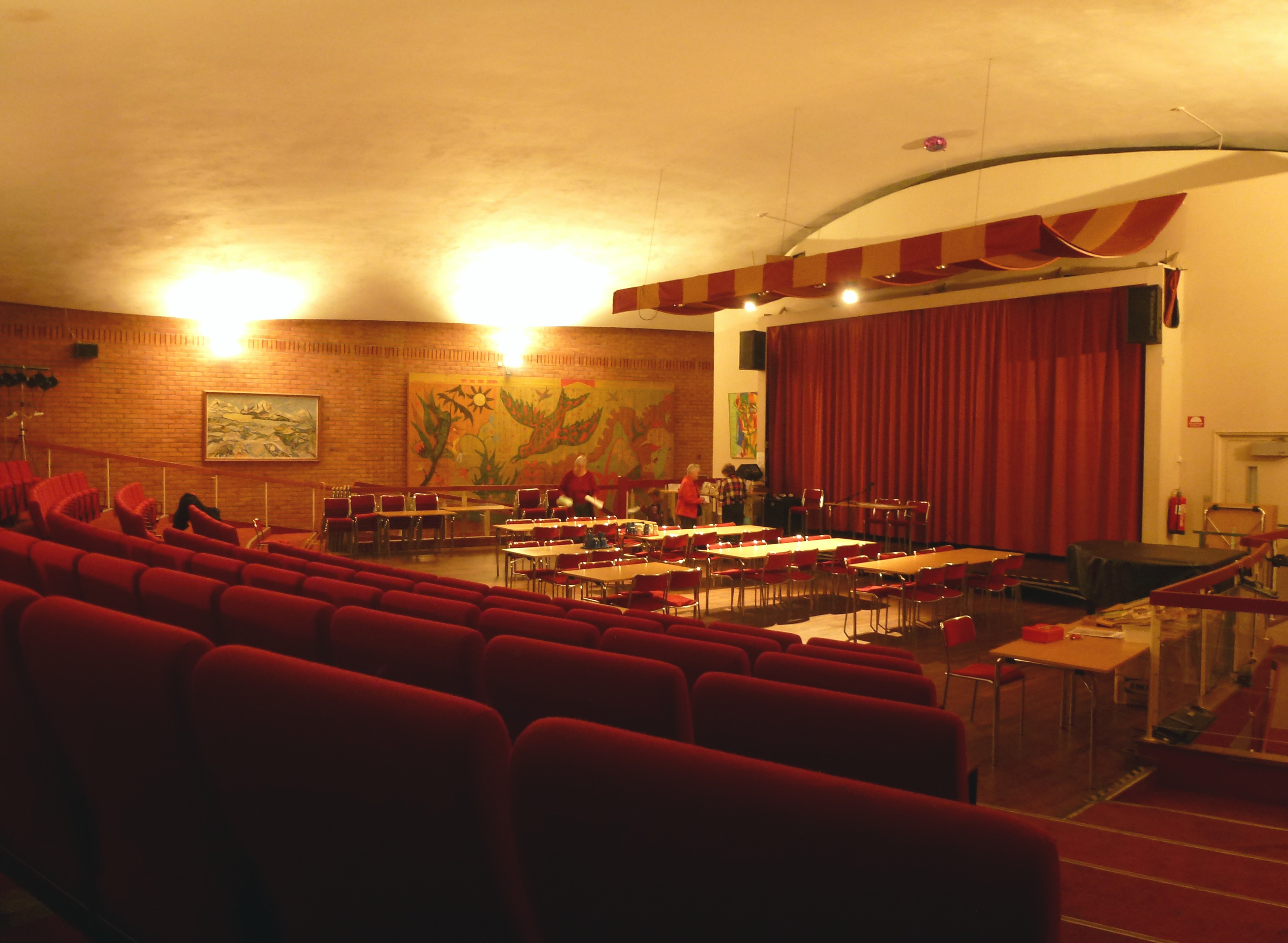
Forums salong
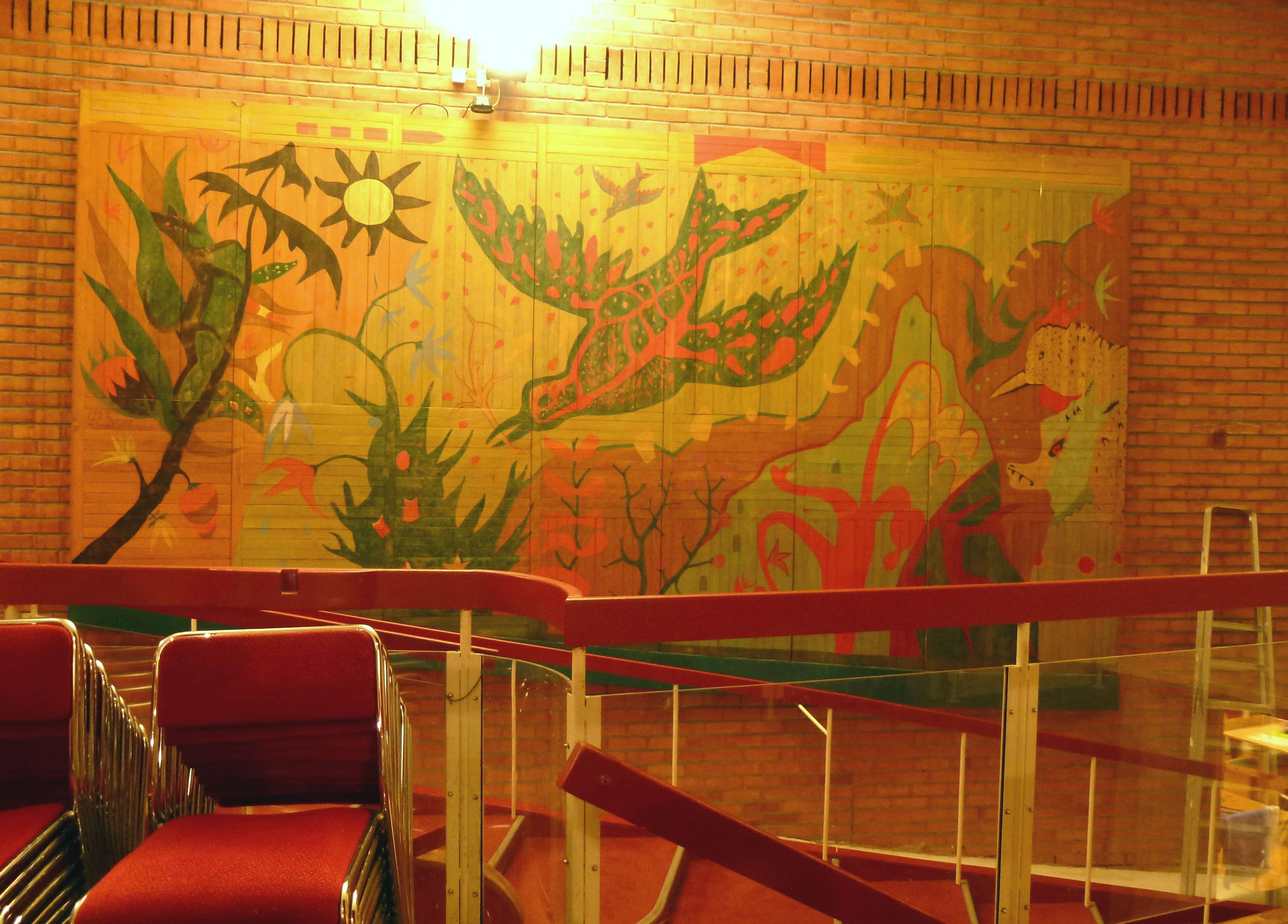
Uno Vallmans väggmålning